# Kanton Chennevières-sur-Marne
Der Kanton Chennevières-sur-Marne war von 1964 bis 2015 ein französischer Wahlkreis im Arrondissement Nogent-sur-Marne, im Département Val-de-Marne und in der Region Île-de-France. Er war identisch mit der Gemeinde Chennevières-sur-Marne.